# Tom Køhlert
Tom Køhlert (Brøndby, 30 aprile 1947) è un allenatore di calcio ed ex calciatore danese, oggi scout del Brøndby.

## Carriera
Comincia a giocare a calcio nel Brøndby nel 1964. Nel 1981 diviene allenatore del Brøndby, ed è artefice della vittoria in seconda divisione danese, ottenendo una storica prima promozione in Superligaen. Alla guida di Køhlert, il Brøndby vive tre stagioni terminando in alta classifica (sempre al quarto posto) e nel 1985, l'allenatore conquista la vittoria del campionato danese, il primo nella storia della società. Al termine di questo successo lascia l'incarico di allenatore. In seguito ritorna ad allenare la squadra per due brevi periodi, prima nel 1999 poi nel 2002, quando, a luglio, vince la sua seconda Superligaen. Nel gennaio del 2007 assume nuovamente l'incarico di manager della società gialloblu: al termine della stagione 2007-2008 alza la Coppa di Danimarca, vinta in finale contro l'Esbjerg per 3-2. A dicembre 2008 decide di lasciare nuovamente le vesti da allenatore. Ha trascorso quasi tutta la sua carriera a Brøndby, dove ha allenato per la maggior parte del tempo le giovanili del club. Oggi è nello staff della squadra in qualità di osservatore.

## Palmarès

### Club

#### Competizioni nazionali
- 1. Division: 1

Brøndby: 1981
- Superligaen: 2

Brøndby: 1985, 2001-2002
- Landspokalturneringen: 1

Brøndby: 2007-2008